# Faradonbeh
Farādonbeh (farsi فَرادُنبه) è una città dello shahrestān di Borujen, circoscrizione Centrale, nella provincia di Chahar Mahal e Bakhtiari. 